# Hennemont
Hennemont település Franciaországban, Meuse megyében. Lakosainak száma 111 fő (2022. január 1.). Hennemont Braquis, Buzy-Darmont, Gussainville, Pareid, Parfondrupt, Pintheville és Ville-en-Woëvre községekkel határos.

## Népesség
A település népességének változása:
| Lakosok száma | 140  | 102  | 105  | 126  | 114  | 111  | 111  | 111  | 110  | 111  |
|               | 1968 | 1982 | 1990 | 2006 | 2013 | 2015 | 2017 | 2019 | 2020 | 2022 |